# Туре, Ибраима
Ибраима́ Туре́ (фр. Ibrahima Touré;17 декабря 1985, Дакар, Сенегал) — сенегальский футболист, нападающий клуба «Аль-Наср». Выступал в сборной Сенегала.

## Карьера
Начал карьеру в Марокко в клубе «Видад».
В течение четырёх лет играл за команды Ирана.
В 2011—2012 выступал за «Аджман» из ОАЭ. В 2012—2013 — за «Монако».
В августе 2013 года перешёл в «Аль-Наср».

## Достижения
«Сепахан»
- Чемпион Ирана: 2009/10, 2010/11